# Цветниця
Цве́тниця (болг. Цветница) — село в Тирговиштській області Болгарії. Входить до складу общини Тирговиште.

## Населення
За даними перепису населення 2011 року у селі проживали 95 осіб.
Національний склад населення села:
| Національність   | Кількість осіб | Відсоток |
| ---------------- | -------------- | -------- |
| турки            | 58             | 61,1%    |
| болгари          | 35             | 36,8%    |
| цигани           | 0              | 0%       |
| Всього відповіли | 95             |          |

Розподіл населення за віком у 2011 році:
Динаміка населення: